# Trest smrti v Portugalsku

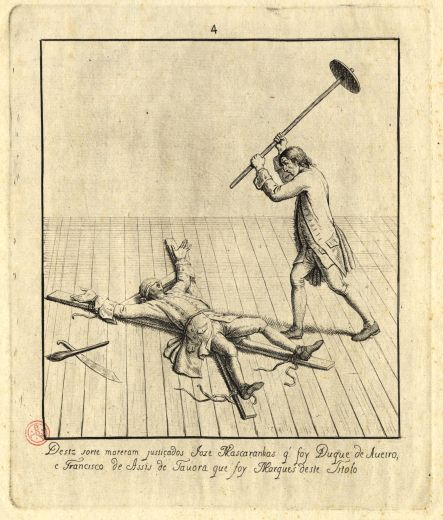
José de Mascarenhas da Silva, ilustrace jeho popravy

Trest smrti v Portugalsku za civilní zločiny byl formálně zrušen v roce 1867. Ovšem od roku 1846 v této zemi nebyla vykonána žádná poprava. Portugalsko se tak stalo průkopníkem v procesu zrušení trestu smrti.

## Historie

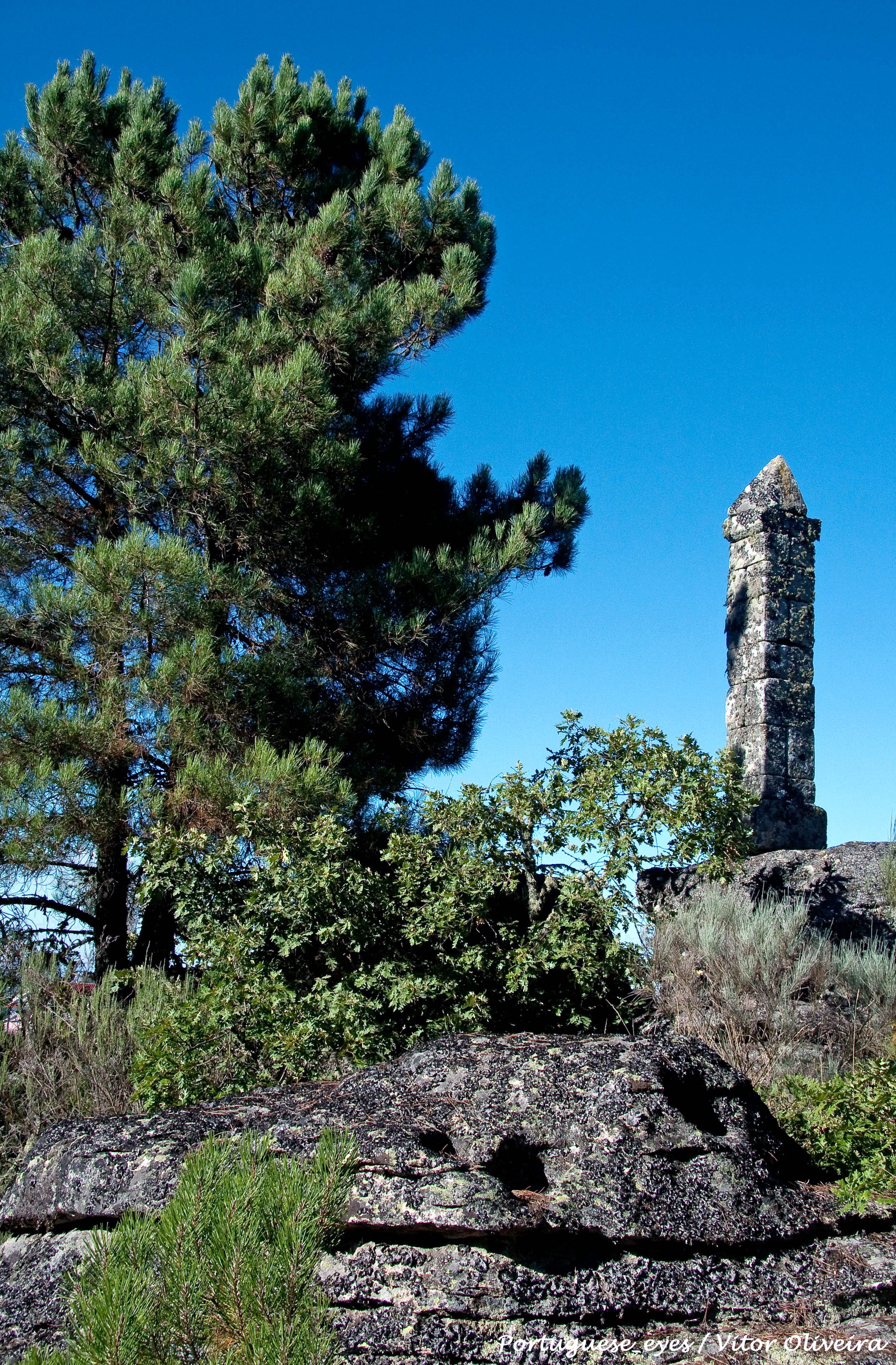
Pozůstatky starobylé šibenice umístěné uprostřed lesa

V Portugalsku se používal trest smrti oběšením. Jako první země na světě zahájila proces vedoucí ke zrušení tohoto nejvyššího trestu. Rušila jej postupně. Nejdříve byl v roce 1852 zrušen trest smrt za politické zločiny. V roce 1867 byl zachován trest smrti pouze ve vojenském právu. V roce 1911 byl trest smrti v Portugalsku zrušen úplně. Poté, co země vstoupila do první světové války byl trest smrti obnoven pouze za vojenské zločiny v době války s cizí zemí a to pouze za zločiny, ke kterým došlo na válčišti. S novou ústavou z roku 1976 byl trest smrti ve všech případech opět zrušen.
Poslední poprava v Portugalsku byla vykonána roku 1846 v Lagosu. Problematická a špatně zdokumentovaná je poprava vojáka Portugalského expedičního sboru ve Francii, který byl zastřelen popravčí četou během první světové války. João Augusto Ferreira de Almeida byl zastřelen dne 16. září 1917. Tomuto vojákovi se dostalo v roce 2017 „morální rehabilitace“ od portugalské vlády a prezidenta Portugalska, který je vrchním velitelem ozbrojených sil Portugalska při příležitosti stého výročí jeho popravy a 150. výročí ukončení trestu smrti za civilní zločiny. Tato akce byla čistě symbolická a nejednalo se o opětovné prověření případu, zproštění viny nebo udělení milosti. Šlo pouze o „rehabilitaci památky vojáka odsouzeného k trestu odporujícím lidským právům a hodnotám a zásadám, které jsou v portugalské společnosti dlouho zakořeněné“.
Podle průzkumu European Values Study z roku 2008 uvedlo 51,6 % respondentů z Portugalska, že trest smrti nelze nikdy ospravedlnit. Pouze 1,5 % respondentů z Portugalska uvedlo, že jej lze ospravedlnit vždy.